# Copa Amèrica de futbol de 1993
La Copa Amèrica de futbol de 1993 va ser la 36a edició de la Copa Amèrica de futbol. Es disputà a l'Equador entre el 15 de juny i el 4 de juliol de 1993, organitzat per la CONMEBOL.
Les 10 seleccions integrants de la CONMEBOL hi van prendre part, però per primer cop dues seleccions de fora de la CONMEBOL foren convidades per a prendre-hi part. Mèxic i els Estats Units, ambdós de la CONCACAF, foren els convidats. Argentina derrotà Mèxic a la final per 2–1 guanyant el seu 14 títol continental, L'argentí Sergio Goycochea fou escollit millor jugador del campionat.

## Equips participants
- Argentina (vigent campió)
- Bolívia
- Brasil
- Colòmbia
- Equador (seu)
- Estats Units (convidat)
- Mèxic (convidat)
- Paraguai
- Perú
- Uruguai
- Veneçuela
- Xile

## Estadis
| Quito                     | AmbatoCuencaGuayaquilMachalaPortoviejoQuito | Ambato                    |
| ------------------------- | ------------------------------------------- | ------------------------- |
| Estadi Olímpico Atahualpa | AmbatoCuencaGuayaquilMachalaPortoviejoQuito | Estadi Bellavista         |
| Capacitat: 40.948         | AmbatoCuencaGuayaquilMachalaPortoviejoQuito | Capacitat: 22.000         |
|                           | AmbatoCuencaGuayaquilMachalaPortoviejoQuito |                           |
| Portoviejo                | AmbatoCuencaGuayaquilMachalaPortoviejoQuito | Cuenca                    |
| Estadi Reales Tamarindos  | AmbatoCuencaGuayaquilMachalaPortoviejoQuito | Estadi A. Serrano Aguilar |
| Capacitat: 21.000         | AmbatoCuencaGuayaquilMachalaPortoviejoQuito | Capacitat: 22.000         |
|                           | AmbatoCuencaGuayaquilMachalaPortoviejoQuito |                           |
| Machala                   | Guayaquil                                   | Guayaquil                 |
| Estadi 9 de Mayo          | Estadi Monumental Isidro Romero Carbo       | Estadi George Capwell     |
| Capacitat: 17.800         | Capacitat: 59.932                           | Capacitat: 21.594         |
|                           |                                             |                           |

## Àrbitres
- Francisco Lamolina
- Alberto Tejada
- Pablo Peña
- Iván Guerrero
- José Torres Cadena
- Arturo Brizio Carter
- Ángel Guevara
- Alfredo Rodas
- Jorge Nieves
- Arturo Angeles
- Juan Francisco Escobar Valdez
- Marcio Rezende
- Álvaro Arboleda

## Primera fase
Font:

### Grup A
Error de Lua a Mòdul:Sports_table a la línia 580: attempt to concatenate local 'source' (a boolean value).
| Equador                                                                      | 6–1 | Veneçuela    |
| ---------------------------------------------------------------------------- | --- | ------------ |
| Muñoz 19' · Noriega 32' · Fernández 57', 81' · E. Hurtado 65' · Aguinaga 84' |     | Dolgetta 79' |

| Uruguai      | 1–0 | Estats Units |
| ------------ | --- | ------------ |
| Ostolaza 51' |     |              |

| Uruguai                      | 2–2 | Veneçuela                |
| ---------------------------- | --- | ------------------------ |
| Saralegui 23' · Kanapkis 79' |     | Dolgetta 10' · Rivas 72' |

| Equador                     | 2–0 | Estats Units |
| --------------------------- | --- | ------------ |
| Avilés 11' · E. Hurtado 35' |     |              |

| Veneçuela                         | 3–3 | Estats Units                            |
| --------------------------------- | --- | --------------------------------------- |
| Dolgetta 68', 80' · Echenausi 89' |     | Henderson 21' · Lalas 37' · Kinnear 52' |

| Equador                   | 2–1 | Uruguai      |
| ------------------------- | --- | ------------ |
| Avilés 28' · Aguinaga 87' |     | Kanapkis 64' |

### Grup B
Error de Lua a Mòdul:Sports_table a la línia 580: attempt to concatenate local 'source' (a boolean value).
| Paraguai   | 1–0 | Xile |
| ---------- | --- | ---- |
| Cabañas 6' |     |      |

| Brasil | 0–0    | Perú |
| ------ | ------ | ---- |
|        | Report |      |

| Paraguai   | 1–1 | Perú          |
| ---------- | --- | ------------- |
| Monzón 37' |     | Del Solar 77' |

| Xile                           | 3–2    | Brasil                    |
| ------------------------------ | ------ | ------------------------- |
| Sierra 15' · Zambrano 51', 59' | Report | Müller 36' · Palhinha 55' |

| Perú                 | 1–0 | Xile |
| -------------------- | --- | ---- |
| Del Solar 14' (pen.) |     |      |

| Brasil                          | 3–0    | Paraguai |
| ------------------------------- | ------ | -------- |
| Palhinha 15', 72' · Edmundo 62' | Report |          |

### Grup C
Error de Lua a Mòdul:Sports_table a la línia 580: attempt to concatenate local 'source' (a boolean value).
| Colòmbia                       | 2–1 | Mèxic     |
| ------------------------------ | --- | --------- |
| Valencia 35' · Aristizábal 87' |     | Zague 57' |

| Argentina     | 1–0 | Bolívia |
| ------------- | --- | ------- |
| Batistuta 53' |     |         |

| Argentina   | 1–1 | Mèxic      |
| ----------- | --- | ---------- |
| Ruggeri 28' |     | Patiño 14' |

| Colòmbia            | 1–1 | Bolívia        |
| ------------------- | --- | -------------- |
| Maturana 18' (pen.) |     | Etcheverry 14' |

| Mèxic | 0–0 | Bolívia |
| ----- | --- | ------- |
|       |     |         |

| Argentina  | 1–1 | Colòmbia  |
| ---------- | --- | --------- |
| Simeone 2' |     | Rincón 5' |

#### Millors tercers
Els dos millors tercers passen a la segona ronda.
Error de Lua a Mòdul:Sports_table a la línia 580: attempt to concatenate local 'source' (a boolean value).

## Fase final
Font:
|  | Quarts de final     | Quarts de final      |                      |         | Semifinals  | Semifinals  |  |  | Final                 | Final |
|  |                     |                      |                      |         |             |             |  |  |                       |       |
|  | 26 Juny – Quito     |                      |                      |         |             |             |  |  |                       |       |
|  |                     |                      |                      |         |             |             |  |  |                       |       |
|  | Equador             | 3                    |                      |         |             |             |  |  |                       |       |
|  | Equador             | 3                    | 30 Juny – Quito      |         |             |             |  |  |                       |       |
|  | Paraguai            | 0                    |                      |         |             |             |  |  |                       |       |
|  | Paraguai            | 0                    | Equador              | 0       |             |             |  |  |                       |       |
|  | 27 Juny – Quito     |                      | Equador              | 0       |             |             |  |  |                       |       |
|  |                     | Mèxic                | 2                    |         |             |             |  |  |                       |       |
|  | Mèxic               | Mèxic                | 2                    | 4       |             |             |  |  |                       |       |
|  | Mèxic               |                      | 4 Juliol – Guayaquil | 4       |             |             |  |  |                       |       |
|  | Perú                | 2                    |                      |         |             |             |  |  |                       |       |
|  | Perú                | 2                    | Mèxic                | 1       |             |             |  |  |                       |       |
|  | 26 Juny – Guayaquil |                      | Mèxic                | 1       |             |             |  |  |                       |       |
|  |                     | Argentina            | 2                    |         |             |             |  |  |                       |       |
|  | Colòmbia (p.)       | Argentina            | 2                    | 1 (5)   |             |             |  |  |                       |       |
|  | Colòmbia (p.)       | 1 Juliol – Guayaquil |                      | 1 (5)   |             |             |  |  |                       |       |
|  | Uruguai             | 1 (3)                |                      |         |             |             |  |  |                       |       |
|  | Uruguai             | 1 (3)                | Colòmbia             | 0 (5)   | Tercer lloc | Tercer lloc |  |  |                       |       |
|  | 27 Juny – Guayaquil |                      | Colòmbia             | 0 (5)   | Tercer lloc | Tercer lloc |  |  |                       |       |
|  |                     | Argentina (p.)       | 0 (6)                |         |             |             |  |  |                       |       |
|  | Argentina (p.)      | Argentina (p.)       | 0 (6)                | 1 (6)   | Colòmbia    | 1           |  |  |                       |       |
|  | Argentina (p.)      |                      |                      | 1 (6)   | Colòmbia    | 1           |  |  |                       |       |
|  | Brasil              | 1 (5)                |                      | Equador | 0           |             |  |  |                       |       |
|  | Brasil              | 1 (5)                |                      |         | 0           |             |  |  |                       |       |
|  |                     |                      |                      |         |             |             |  |  | 3 Juliol – Portoviejo |       |
|  |                     |                      |                      |         |             |             |  |  |                       |       |

### Quarts de final
| Equador                                          | 3–0 | Paraguai |
| ------------------------------------------------ | --- | -------- |
| E. Hurtado 33' · Ramírez 43' (p.p.) · Avilés 81' |     |          |

| Colòmbia                                              | 1–1 | Uruguai                               |
| ----------------------------------------------------- | --- | ------------------------------------- |
| Perea 88'                                             |     | Saralegui 63'                         |
| Tanda de penals                                       |     |                                       |
| Asprilla · Mendoza · Valderrama · W. Pérez · Valencia | 5–3 | Pelletti · Saralegui · Moas · Siboldi |

| Argentina                                                        | 1–1    | Brasil                                                        |
| ---------------------------------------------------------------- | ------ | ------------------------------------------------------------- |
| Rodríguez 69'                                                    | Report | Müller 37'                                                    |
| Tanda de penals                                                  |        |                                                               |
| Gorosito · Simeone · Rodríguez · Acosta · Medina Bello · Borelli | 6–5    | Zinho · Cafu · Müller · Roberto Carlos · Luisinho · Boiadeiro |

| Mèxic                                                | 4–2 | Perú                               |
| ---------------------------------------------------- | --- | ---------------------------------- |
| García Aspe 22' (pen.), 44' · Zague 43' · Patiño 49' |     | Del Solar 55' (pen.) · Reynoso 82' |

### Semifinals
| Mèxic                        | 2–0 | Equador |
| ---------------------------- | --- | ------- |
| Sánchez 23' · R. Ramírez 54' |     |         |

| Argentina                                                     | 0–0 | Colòmbia                                                          |
| ------------------------------------------------------------- | --- | ----------------------------------------------------------------- |
|                                                               |     |                                                                   |
| Tanda de penals                                               |     |                                                                   |
| Gorosito · Batistuta · Simeone · Rodríguez · Acosta · Borelli | 6–5 | Rincón · Asprilla · Mendoza · W. Pérez · Valderrama · Aristizábal |

### Tercer lloc
| Equador | 0–1 | Colòmbia     |
| ------- | --- | ------------ |
|         |     | Valencia 86' |

### Final
| Argentina          | 2–1 | Mèxic              |
| ------------------ | --- | ------------------ |
| Batistuta 63', 74' |     | Galindo 67' (pen.) |

## Resultat
| Copa Amèrica 1993   |
| ------------------- |
| Argentina           |
| Argentina 14è títol |

## Golejadors
4 gols
- [[Fitxer:Flag of Venezuela.svg|23x15px|border |alt=Veneçuela|link=Selecció de futbol de Veneçuela|{{#if:|]] José Luis Dolgetta

3 gols
- [[Fitxer:Flag of Argentina.svg|23x15px|border |alt=Argentina|link=Selecció de futbol de l'Argentina|{{#if:|]] Gabriel Batistuta
- [[Fitxer:Flag of Brazil.svg|23x15px|border |alt=Brasil|link=Selecció de futbol del Brasil|{{#if:|]] Palhinha
- [[Fitxer:Flag of Ecuador.svg|23x15px|border |alt=Equador|link=Selecció de futbol de l'Equador|{{#if:|]] Ney Avilés
- [[Fitxer:Flag of Ecuador.svg|23x15px|border |alt=Equador|link=Selecció de futbol de l'Equador|{{#if:|]] Eduardo Hurtado
- [[Fitxer:Flag of Peru.svg|23x15px|border |alt=Perú|link=Selecció de futbol del Perú|{{#if:|]] José del Solar

2 gols
- [[Fitxer:Flag of Brazil.svg|23x15px|border |alt=Brasil|link=Selecció de futbol del Brasil|{{#if:|]] Müller
- [[Fitxer:Flag of Chile.svg|23x15px|border |alt=Xile|link=Selecció de futbol de Xile|{{#if:|]] Richard Zambrano
- [[Fitxer:Flag of Colombia.svg|23x15px|border |alt=Colòmbia|link=Selecció de futbol de Colòmbia|{{#if:|]] Adolfo Valencia
- [[Fitxer:Flag of Ecuador.svg|23x15px|border |alt=Equador|link=Selecció de futbol de l'Equador|{{#if:|]] Álex Aguinaga
- [[Fitxer:Flag of Ecuador.svg|23x15px|border |alt=Equador|link=Selecció de futbol de l'Equador|{{#if:|]] Ángel Fernández
- [[Fitxer:Flag of Mexico.svg|23x15px|border |alt=Mèxic|link=Selecció de futbol de Mèxic|{{#if:|]] Zague
- [[Fitxer:Flag of Mexico.svg|23x15px|border |alt=Mèxic|link=Selecció de futbol de Mèxic|{{#if:|]] Alberto García Aspe
- [[Fitxer:Flag of Mexico.svg|23x15px|border |alt=Mèxic|link=Selecció de futbol de Mèxic|{{#if:|]] David Patiño
- [[Fitxer:Flag of Uruguay.svg|23x15px|border |alt=Uruguai|link=Selecció de futbol de l'Uruguai|{{#if:|]] Fernando Kanapkis
- [[Fitxer:Flag of Uruguay.svg|23x15px|border |alt=Uruguai|link=Selecció de futbol de l'Uruguai|{{#if:|]] Marcelo Saralegui

1 gol
- [[Fitxer:Flag of Argentina.svg|23x15px|border |alt=Argentina|link=Selecció de futbol de l'Argentina|{{#if:|]] Leonardo Rodríguez
- [[Fitxer:Flag of Argentina.svg|23x15px|border |alt=Argentina|link=Selecció de futbol de l'Argentina|{{#if:|]] Oscar Ruggeri
- [[Fitxer:Flag of Argentina.svg|23x15px|border |alt=Argentina|link=Selecció de futbol de l'Argentina|{{#if:|]] Diego Simeone
- [[Fitxer:Flag of Bolivia.svg|23x15px|border |alt=Bolívia|link=Selecció de futbol de Bolívia|{{#if:|]] Marco Etcheverry
- [[Fitxer:Flag of Brazil.svg|23x15px|border |alt=Brasil|link=Selecció de futbol del Brasil|{{#if:|]] Edmundo
- [[Fitxer:Flag of Chile.svg|23x15px|border |alt=Xile|link=Selecció de futbol de Xile|{{#if:|]] José Luis Sierra
- [[Fitxer:Flag of Colombia.svg|23x15px|border |alt=Colòmbia|link=Selecció de futbol de Colòmbia|{{#if:|]] Víctor Aristizábal
- [[Fitxer:Flag of Colombia.svg|23x15px|border |alt=Colòmbia|link=Selecció de futbol de Colòmbia|{{#if:|]] Orlando Maturana
- [[Fitxer:Flag of Colombia.svg|23x15px|border |alt=Colòmbia|link=Selecció de futbol de Colòmbia|{{#if:|]] Luis Carlos Perea
- [[Fitxer:Flag of Colombia.svg|23x15px|border |alt=Colòmbia|link=Selecció de futbol de Colòmbia|{{#if:|]] Freddy Rincón
- [[Fitxer:Flag of Ecuador.svg|23x15px|border |alt=Equador|link=Selecció de futbol de l'Equador|{{#if:|]] Carlos Muñoz
- [[Fitxer:Flag of Ecuador.svg|23x15px|border |alt=Equador|link=Selecció de futbol de l'Equador|{{#if:|]] Raúl Noriega
- [[Fitxer:Flag of Mexico.svg|23x15px|border |alt=Mèxic|link=Selecció de futbol de Mèxic|{{#if:|]] Benjamín Galindo
- [[Fitxer:Flag of Mexico.svg|23x15px|border |alt=Mèxic|link=Selecció de futbol de Mèxic|{{#if:|]] Ramón Ramírez
- [[Fitxer:Flag of Mexico.svg|23x15px|border |alt=Mèxic|link=Selecció de futbol de Mèxic|{{#if:|]] Hugo Sánchez
- [[Fitxer:Flag of Paraguay.svg|23x15px|border |alt=Paraguai|link=Selecció de futbol del Paraguai|{{#if:|]] Roberto Cabañas
- [[Fitxer:Flag of Paraguay.svg|23x15px|border |alt=Paraguai|link=Selecció de futbol del Paraguai|{{#if:|]] Luis Monzón
- [[Fitxer:Flag of Peru.svg|23x15px|border |alt=Perú|link=Selecció de futbol del Perú|{{#if:|]] Juan Reynoso
- [[Fitxer:Flag of Uruguay.svg|23x15px|border |alt=Uruguai|link=Selecció de futbol de l'Uruguai|{{#if:|]] Santiago Ostolaza
- [[Fitxer:Flag of the United States.svg|23x15px|border |alt=Estats Units d'Amèrica|link=Selecció de futbol dels Estats Units|{{#if:|]] Alexi Lalas
- [[Fitxer:Flag of the United States.svg|23x15px|border |alt=Estats Units d'Amèrica|link=Selecció de futbol dels Estats Units|{{#if:|]] Chris Henderson
- [[Fitxer:Flag of the United States.svg|23x15px|border |alt=Estats Units d'Amèrica|link=Selecció de futbol dels Estats Units|{{#if:|]] Dominic Kinnear
- [[Fitxer:Flag of Venezuela.svg|23x15px|border |alt=Veneçuela|link=Selecció de futbol de Veneçuela|{{#if:|]] Miguel Echenausi
- [[Fitxer:Flag of Venezuela.svg|23x15px|border |alt=Veneçuela|link=Selecció de futbol de Veneçuela|{{#if:|]] Stalin Rivas

En pròpia porta
- [[Fitxer:Flag of Paraguay.svg|23x15px|border |alt=Paraguai|link=Selecció de futbol del Paraguai|{{#if:|]] Mario Ramírez (contra Equador)